# تريليون
تريليون هو رقم له تعريفان مختلفان:
- 1,000,000,000,000، أي مليون مليون، أو 1012 (عشرة إلى الأس الثاني عشر)، كما هو محدد على المقياس القصير. وهذا هو المعنى باللغة الإنجليزية الأمريكية والبريطانية.
- 1,000,000,000,000,000,000، أي 1018 (عشرة إلى الأس الثامن عشر)، كما هو محدد على المقياس الطويل. وهذا أكبر بمليون مرة من التريليون قصير المدى. هذا هو المعنى التاريخي باللغة الإنجليزية والاستخدام الحالي في العديد من البلدان غير الناطقة باللغة الإنجليزية حيث يحتفظ التريليون والمليار 1012 (عشرة أس الثاني عشر) بتعريفاتهما طويلة المدى.

## الاستخدام
استخدمت المملكة المتحدة في الأصل التريليون طويل المدى. ومع ذلك منذ عام 1974، استخدمت الإحصاءات الرسمية في المملكة المتحدة المقياس القصير. منذ خمسينيات القرن العشرين، تم استخدام المقياس القصير بشكل متزايد في الكتابة الفنية والصحافة، على الرغم من أن تعريف المقياس الطويل لا يزال له بعض الاستخدام المحدود. استخدمت اللغة الإنجليزية الأمريكية دائمًا التعريف قصير المدى.
تستخدم بلدان أخرى كلمة تريليون (أو الكلمات المشابهة لها) للإشارة إما إلى تريليون المدى الطويل أو القصير.
خلال ذروة التضخم المفرط في زيمبابوي في عام 2008، اعتاد الناس على التحدث عن نفقاتهم اليومية بالتريليونات.
خلال الحقبة التي استخدمت فيها إيطاليا الليرة كعملة لها، والتي تم تبادلها في النهاية بسعر حوالي 2000 ليرة لليورو، لوحظ أن الإيطاليين كانوا أكثر اعتيادًا على استخدام الكلمات للأرقام الكبيرة، مثل تريليون مقارنة بالبريطانيين.